# Faculteit der Geesteswetenschappen, Karelsuniversiteit
De Faculteit der Geesteswetenschappen, Karelsuniversiteit is een faculteit van Karelsuniversiteit Praag in Tsjechië. Haar belangrijkste onderzoeks- en academische focus is de geesteswetenschappen en sociale en culturele antropologie, waaronder etnomusicologie. De faculteit is gevestigd in Libeň, Praag 8 en heeft 240 docenten en ongeveer 2500 studenten.

## Geschiedenis
De Faculteit der Geesteswetenschappen is de jongste faculteit van Karelsuniversiteit Praag. Opgericht als het Institute for Liberal Education (Institutu základů vzdělanosti) in 1994, kreeg de faculteit in 2000 volledige academische autonomie.
De eerste decaan van de faculteit was de voormalige minister van ministerie van Onderwijs, Jeugd en Sport Ján Sokol. Sokol was kandidaat voor president van de Tsjechische Republiek bij de Tsjechische presidentsverkiezingen van 2003 maar verloor van Václav Klaus. Hij werd in 2007 vervangen door Ladislav Benyovszky. De huidige waarnemend decaan is Marie Pětová.
Het hoofdgebouw van de faculteit bevond zich vroeger in U Kříže 8, Jinoice district, Praag 5, met twee aparte faciliteiten, één in het Hůrka district, Praag 13, en een andere aan Máchova straat 7, Praag 2. De faculteit is in 2020 verhuisd naar een nieuw gebouw in Libeň, Praag 8. Het nieuwe gebouw won in 2021 een nationale architectuurprijs.

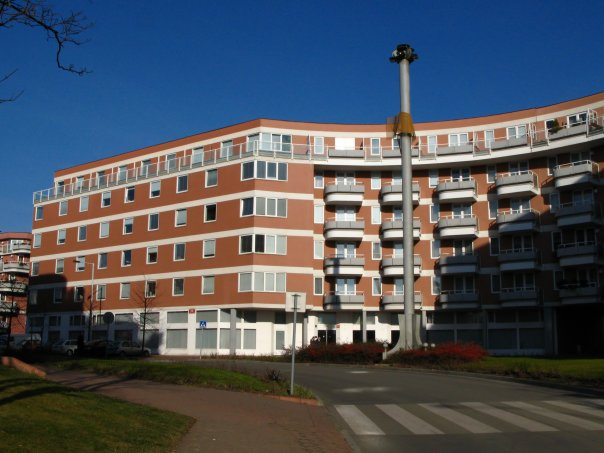
Oud gebouw
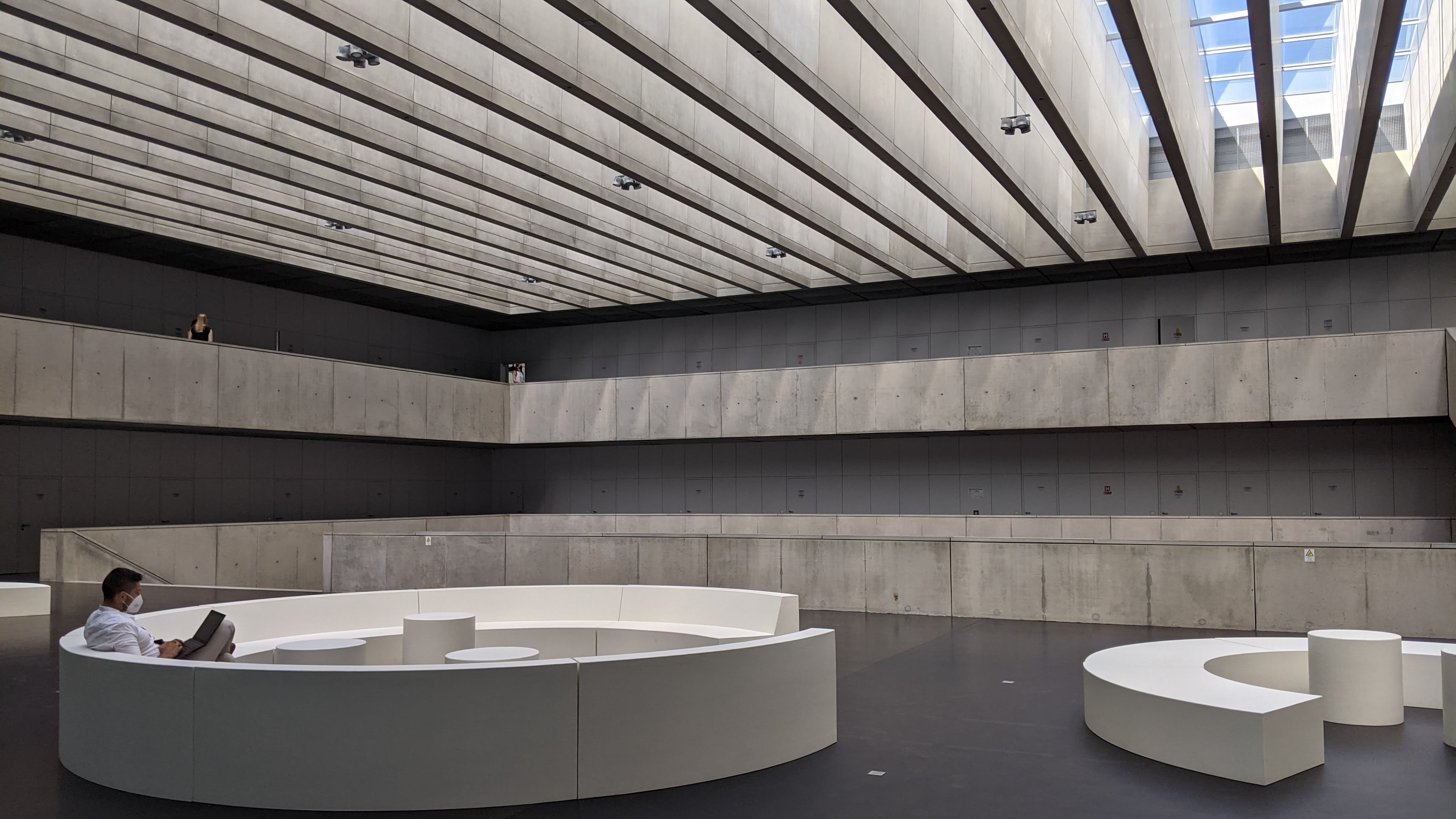
Nieuw gebouw